# Dagenham East (métro de Londres)
Dagenham East (en anglais : Dagenham East tube station ou Dagenham East Underground Station), est une station de la ligne District du métro de Londres, en zone 5 Travelcard. Elle est située sur la North Rainham Road, à Dagenham, sur le territoire du borough londonien de Barking et Dagenham, dans le Grand Londres.

## Situation sur le réseau
La station Dagenham East de la ligne District du métro de Londres est située : sur tronçon principal de la ligne District, entre la station Dagenham Heathway, en direction de la station de bifurcation Earl's Court et la station Elm Park en direction du terminus est Upminster.

Plans de la ligne, du métro et des transports à Londres
Ligne District.
Métro.
Réseaux de Londres.

## Histoire
La ligne Dagenham est ouverte dès 1885, la station de métro n'est mise en service qu'avec la District line le 2 juin 1902.

## Services aux voyageurs

### Accès et accueil
L'entrée principale de la station est située sur la North Rainham Road, à Dagenham.

### Desserte
La station Dagenham East est desservie par les rames de la ligne District du métro de Londres circulant sur les relations Wimbledon ou Richmond ou Ealing Broadway et Upminster.

Installations et Desserte
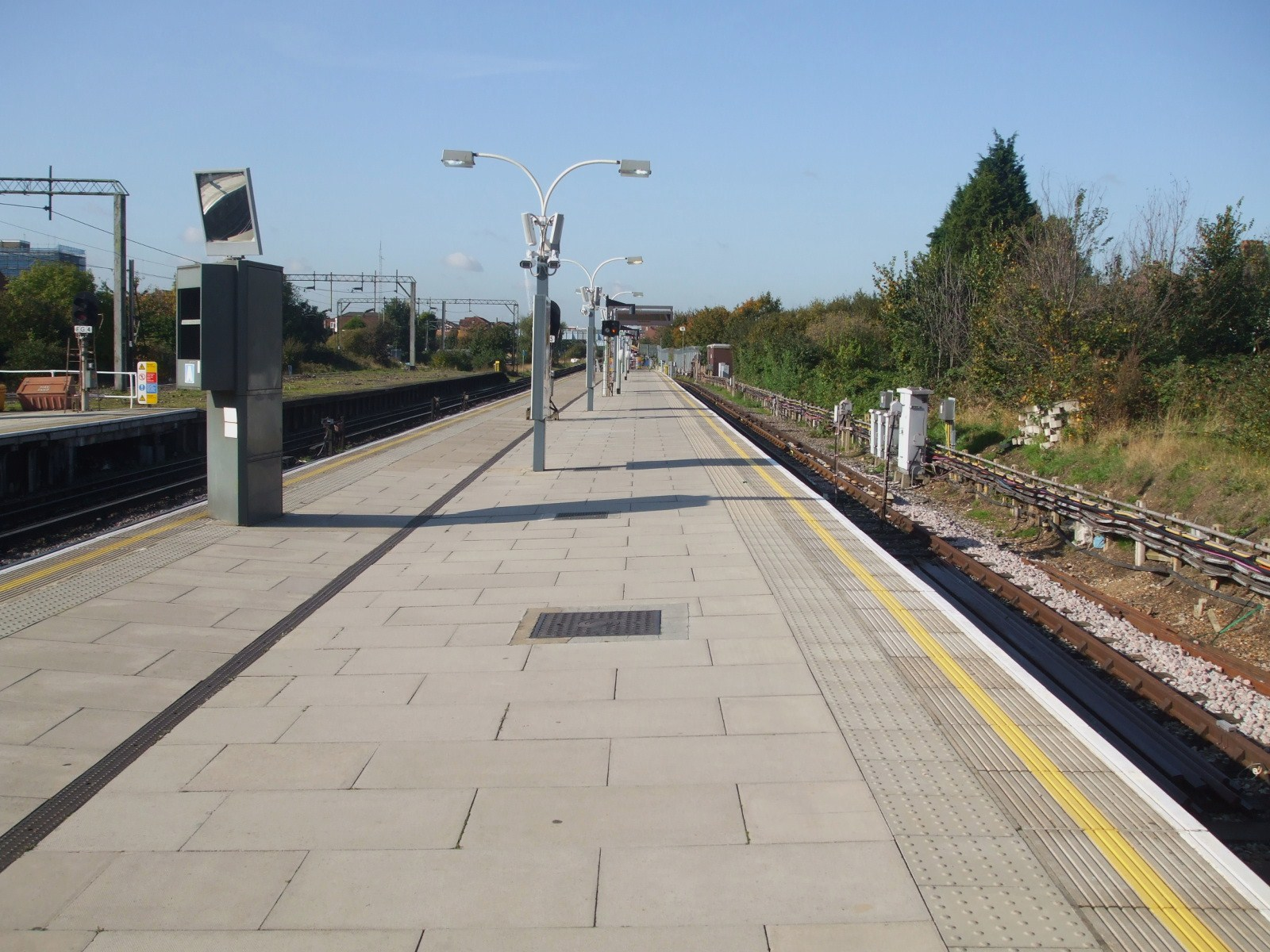
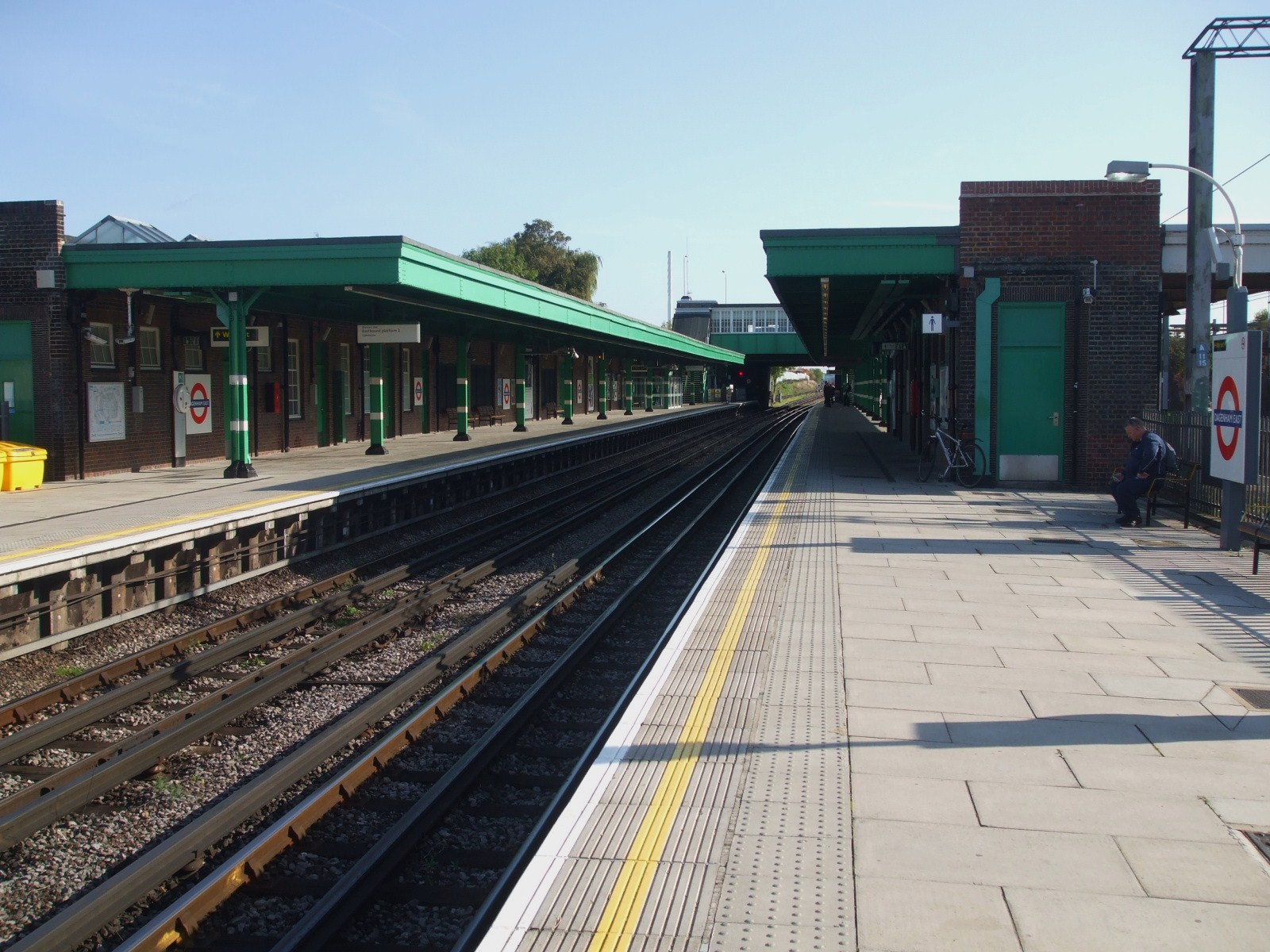
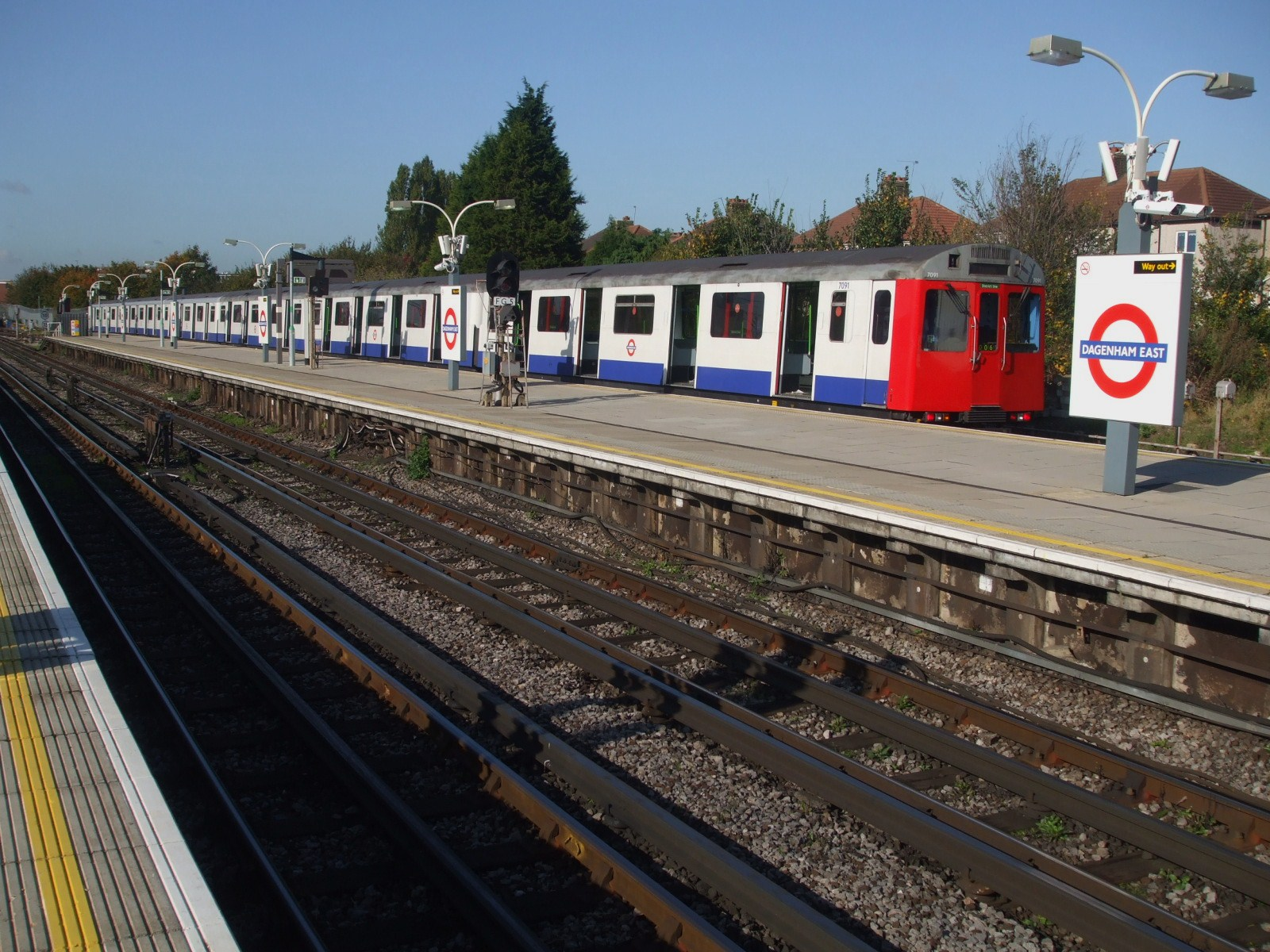

### Intermodalité
Elle est desservie par des autobus de Londres des lignes 103 et 364.

## À proximité
- Dagenham